# Мішелл Ендрюс
Мішелл Ендрюс (англ. Michelle Andrews, 19 листопада 1971) — австралійська хокеїстка на траві.
Олімпійська чемпіонка 1996 року.
Переможниця Ігор Співдружності 1998 року.
Переможниця Трофею чемпіонів 1993, 1995, 1997, 1999 років.
Чемпіонка світу 1994 року.